# 乌得勒支赫弗尔吕赫
乌得勒支赫弗尔吕赫（荷蘭語：Utrechtse Heuvelrug，荷蘭語發音：[ˌytrɛxtsə ˈɦøːvəlrʏx]，意为“乌得勒支的山脊”）是荷兰乌得勒支省的一个市镇。该市镇成立于2006年1月1日，由前市镇阿默龙恩、多伦、德里贝亨-赖森堡（Driebergen-Rijsenburg）、萊爾瑟姆和马伦（Maarn）合并而成。 

## 名称
该市镇的名称来自乌得勒支山脊，一条覆盖了乌得勒支省的一部分的沙丘山脊。所有并入该市镇的前市镇均位于这条山脊的南部。在山脊南部有成立于2003年的乌得勒支山脊国家公园，占地6000公顷。 

## 姐妹城市
- 捷克塞米利
- 羅馬尼亞維多利亞